# Eita Kasagawa
Eita Kasagawa (japanisch 笠川 永太 Kasagawa Eita; * 25. Oktober 1990 in Fukuoka) ist ein ehemaliger japanischer Fußballspieler.

## Karriere
Kasagawa erlernte das Fußballspielen in der Jugendmannschaft von Avispa Fukuoka. Seinen ersten Vertrag unterschrieb er 2009 bei Avispa Fukuoka. Der Verein spielte in der zweithöchsten Liga des Landes, der J2 League. Am Ende der Saison 2010 stieg der Verein in die J1 League auf. Am Ende der Saison 2011 stieg der Verein wieder in die J2 League ab. Für den Verein absolvierte er drei Ligaspiele. 2016 wechselte er zu Albirex Niigata (Singapur). Ende 2016 beendete er seine Karriere als Fußballspieler.